# Фюретьер, Антуан
Антуа́н Фюретье́р (фр. Antoine Furetière; 28 декабря 1619, Париж — 14 мая 1688, Париж) — французский писатель и лексикограф. Его главное произведение — «Мещанский роман».

## Биография и творчество
Фюретьер был родом из небогатой буржуазной семьи. Учился юриспруденции, глубоко освоил античную культуру. В 1645 году получил должность адвоката и эконома парижского аббатства Сен-Жермен-де-Пре. Затем стал клириком, назначен настоятелем аббатства Шаливуа (близ Буржа). В 1653 г. опубликовал стихотворный полемический трактат «Путешествие Меркурия» (Le Voyage de Mercure); в 1655 г. — сборник «Различных стихотворений» (Poesies diverses), где доминировал жанр сатиры. Интересным документом литературной борьбы XVII века является «Аллегорическая повесть, или История недавних смут в королевстве Красноречия» (Nouvelle allegorique, ou Histoire des derniers troubles arrives au Royaume d’Eloquence, 1658).
В 1662 избран членом Французской Академии (кресло № 31); в 1684 г. началась его многолетняя борьба с Академией вокруг проекта Словаря французского языка. Фюретьер решил самостоятельно выпустить такой словарь, хотя в 1674 г. Академия получила на него привилегию. Обвинённый в плагиате, Фюретьер в 1685 г. был исключён из Академии. Составленный им «Всеобщий словарь, содержащий все слова французского языка, как старинные, так и новые» (Dictionnaire universel, contenant tous les mots francais, tant vieux que modernes) вышел лишь посмертно, в 1690 г.

## Le Roman bourgeois
Наиболее известным сочинением Фюретьера следует считать всё-таки не «Всеобщий словарь», а Le Roman bourgeois (1666; по-русски название романа переводят то как «Буржуазный роман», то как «Мещанский роман»). Он вышел в эпоху увлечения прециозной литературой и был полемически заострён против неё. Вслед за Сорелем Фюретьер представил яркую картину парижской жизни XVII века, причём взаимоотношения героев явно пародируют ситуации романов д’Юрфе и Скюдери, а также «Амадиса Гальского». Начало книги представляет собой пародию на зачин «Энеиды» Вергилия. Действие романа замыкается родным кварталом Фюретьера (между островом Сите и Горой Женевьевы), а его герои в первую очередь буржуа. По существу, роман представляет собой бурлескную трансформацию темы любовного поиска.
Роман не снискал никакого успеха у читателей XVII века, так как Фюретьер сознательно нарушил все мыслимые повествовательные законы прозы своего времени — исключая разве что аллюзии на реальных лиц: Сорель выведен под прозрачным анаграмматическим именем Шарозель, а Скюдери — под именем Полиматии. Несмотря на это, книга не могла привлечь ни аристократическую публику (презиравшую буржуазные нравы), ни буржуазную (изображённую Фюретьером весьма нелестно).

## Электронные ресурсы
- «Всеобщий словарь» (текст)
- Произведения Антуана Фюретьера во французской электронной библиотеке «Gallica»